# Comuna Vîzîrka, Odesa
Vîzîrka (în ucraineană Визирка) este o comună în raionul Odesa, regiunea Odesa, Ucraina, formată din satele Vîzîrka (reședința) și Kinne, Liubopil, Mișceanka, Nova Vilșanka, Perșotravneve, Port, Ranjeve, Stepanivka, Voronivka, Zorea Truda.

## Demografie
Componența lingvistică a comunei Vîzîrka
     Ucraineană (85,13%)
     Rusă (11,38%)
     Română (2,57%)
     Alte limbi (0,25%)
Conform recensământului din 2001, majoritatea populației comunei Vîzîrka era vorbitoare de ucraineană (85,13%), existând în minoritate și vorbitori de rusă (11,38%) și română (2,57%).